# Daubenhorn
Das Daubenhorn ist ein 2941,7 m ü. M. hoher Berggipfel der meist namenlosen Spitzen der Leeshörner und liegt ganz im Schweizer Kanton Wallis.
Das Daubenhorn liegt in den Berner Alpen westlich der Balmhorngruppe und von dieser durch den Gemmipass getrennt, sowie östlich der Wildstrubelgruppe, als deren östlichster Ausläufer das Daubenhorn zu sehen ist. Nach Südosten fällt es mit steilen Felswänden direkt nach Leukerbad ab. Seine nördliche Gipfelflanke trägt den kleinen Daubenhorngletscher, von welchem nach Nordwesten eine weniger steile Flanke sanfter zum Lämmerenboden zieht. Direkter westlicher Nachbar mit einem wenig Höhe verlierenden Verbindungsgrat ist das Schwarzhorn (Leukerbad) (3105 m ü. M.).

## Gipfelrouten
Der Berg ist vor allem durch den Klettersteig durch seine Südostabbrüche bekannt. Er ist der längste und einer der anspruchsvollsten Klettersteige der gesamten Schweiz (Stand 2005). Vom Gipfel geniesst man eine gute Aussicht auf die südlich liegenden Walliser Alpen.
Der Normalweg führt vom Gemmipass, welcher von Leukerbad mit einer Seilbahn erreichbar ist, auf dem Hüttenweg Richtung Lämmerenhütte (SAC) bis auf den Lämmerenboden. Von diesem erreicht man über eine Flanke in südöstliche Richtung den Daubenhorngletscher, über den man zum Gipfelgrat und schliesslich auf den Gipfel gelangt. Diese Route wird im Winter auch häufig als Skitour begangen.
Im Jahr 1998 wurde durch die Daubenhorn Südost-Wand ein Klettersteig eingerichtet. Mit 1000 Metern Höhenunterschied, insgesamt 2100 Metern Stahlseil und 200 Metern Leitern ist der Daubenhorn-Klettersteig der längste Klettersteig der Schweiz. Von den Gesamtanforderungen betrachtet (Höhe, Länge, Schwierigkeit) ist er einer der anspruchsvollsten Klettersteige der Schweiz.
Den Einstieg des Steiges erreicht man durch einen kurzen Abstieg vom Gemmipass. Nach etwa der Hälfte, bei der Oberen Freiheit (2303 m ü. M.), kann man die Tour abbrechen und über den Geissweg zurück nach Leukerbad absteigen („Kleine Variante“). Die technische Schwierigkeit beträgt D–E.